# Volailles du Gâtinais
La volaille du Gâtinais est  une appellation de volaille française produite exclusivement en France dans les départements de l'Essonne, de Seine-et-Marne, du Loiret ou de l’Yonne. Elle bénéficie d'une appellation protégée par indication géographique protégée (IGP).

## Histoire
La volaille du Gâtinais est connue pour avoir été très élevée dans les fermes durant les derniers siècles. Elle était très vendue dans les fermes du Loiret et de Seine-et-Marne. La volaille du Gâtinais est réputée pour sa qualité de viande, mais elle a été détrônée par les poules anglaises de batterie. La production a été relancée dans les années 1950 grâce à des souches anciennes par des passionnés.

## Situation géographique

### Aire de l'IGP
L'IGP est présente dans les départements du Loiret, de Seine-et-Marne, de l'Yonne et de l'Essonne

#### Les communes du Loiret

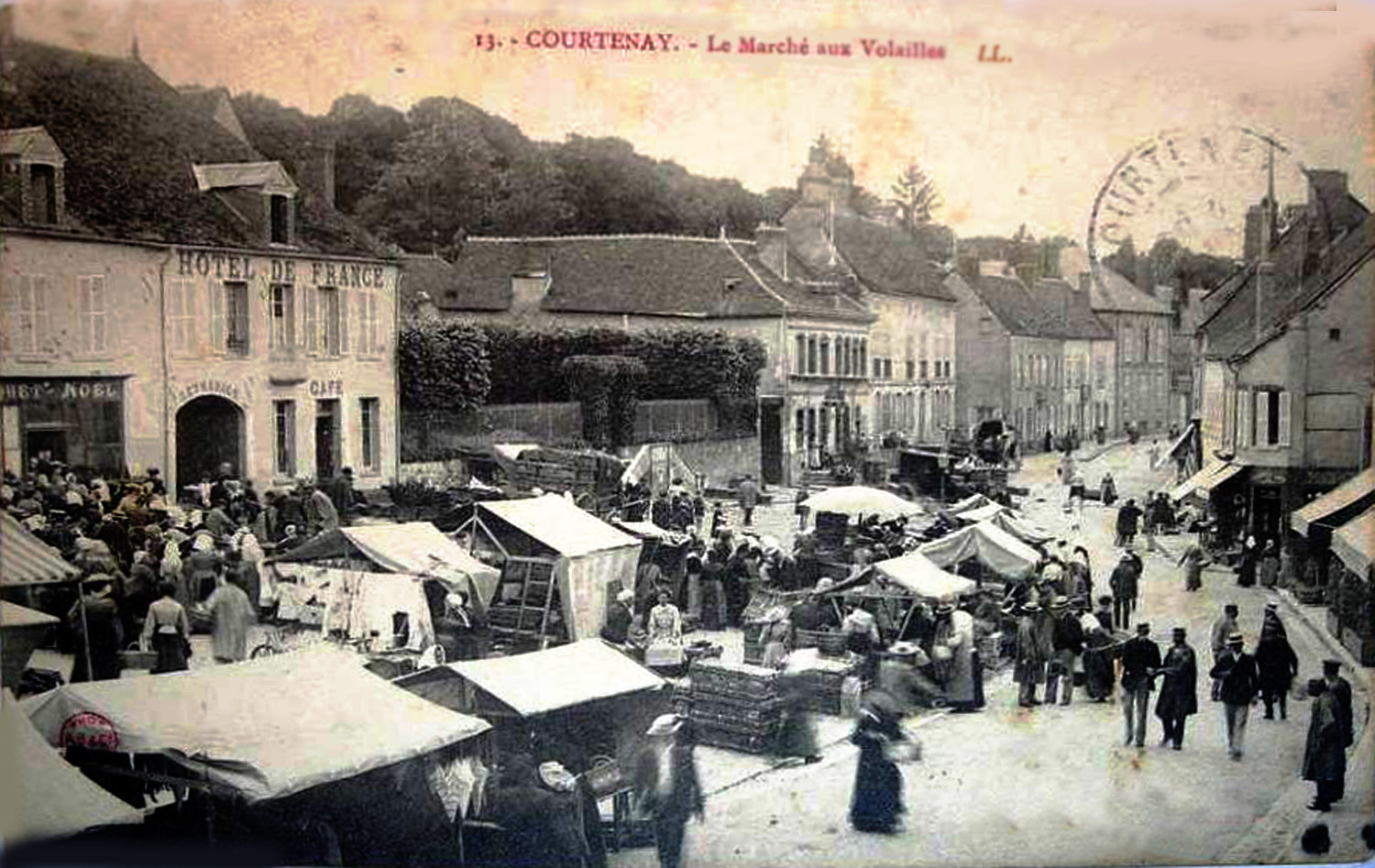
Marché aux volailles de Courtenay

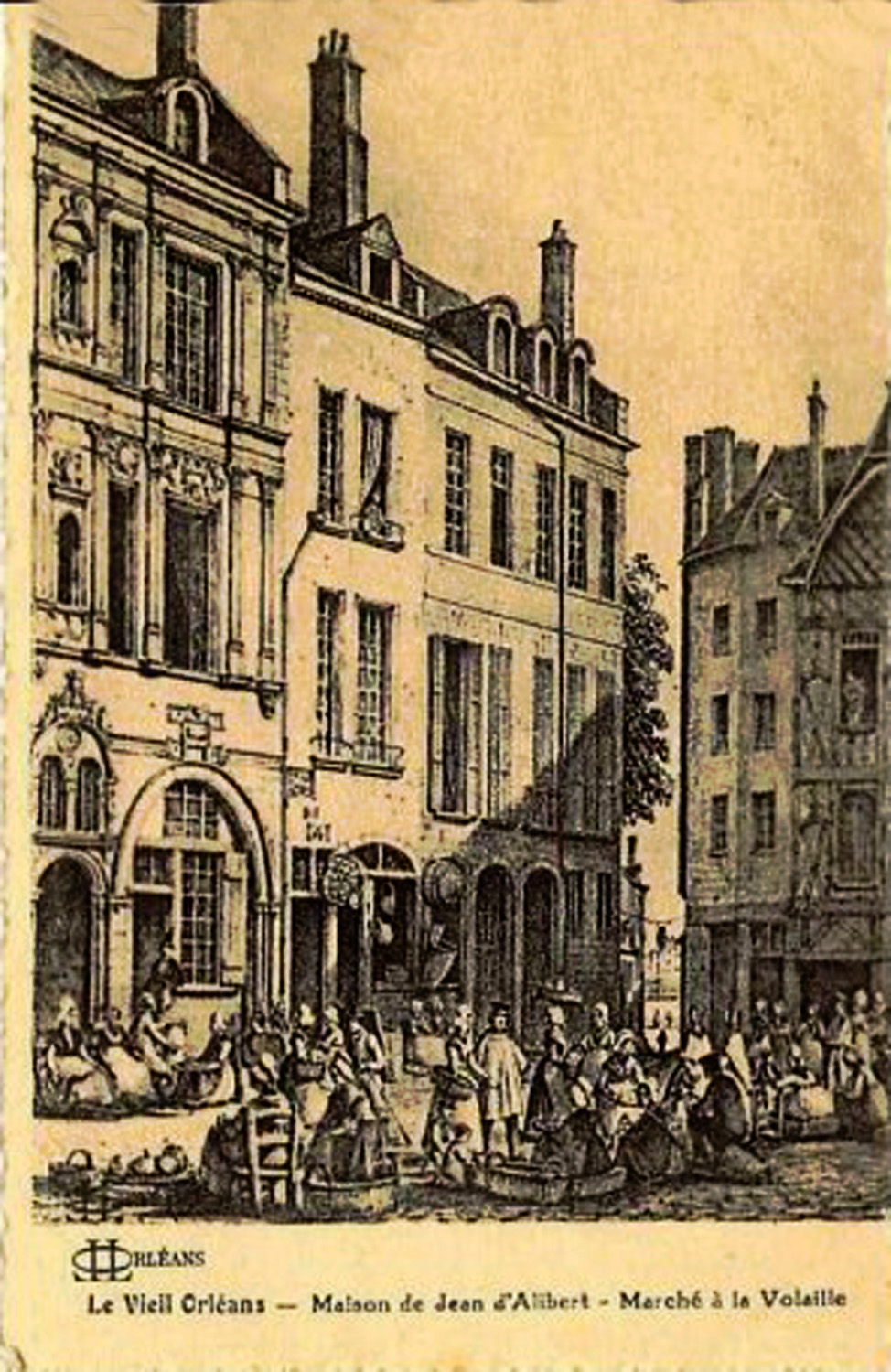
Marché à la volaille dans le vieil Orléans

124 communes sont concernées sur le Loiret : Amilly, Ascoux, Augerville-la-Rivière, Aulnay-la-Rivière, Auvilliers-en-Gâtinais, Auxy, Barville-en-Gâtinais, Batilly-en-Gâtinais, Bazoches-sur-le-Betz, Beaune-la-Rolande, Bellegarde, Le Bignon-Mirabeau, Boësses, Boiscommun, Bordeaux-en-Gâtinais, Bouilly-en-Gâtinais, Bouzonville-aux-Bois, Boynes, Briarres-sur-Essonne, Bromeilles, Cepoy, Chailly-en-Gâtinais, Châlette-sur-Loing, Chantecoq, (La Chapelle-Saint-Sépulcre, La Chapelle-sur-Aveyron, Chapelon, Château-Renard, Chevannes, Chevillon-sur-Huillard, Chevry-sous-le-Bignon, Chuelles, Conflans-sur-Loing, Corbeilles, Corquilleroy, Cortrat,La Cour-Marigny, Courcelles, Courtemaux, Courtempierre, Courtenay, Desmonts, Dimancheville, Dordives, Douchy, Échilleuses, Égry, Ervauville, Ferrières-en-Gâtinais, Fontenay-sur-Loing, Foucherolles, Fréville-du-Gâtinais, Gaubertin, Girolles, Givraines, Gondreville, Grangermont, Griselles, Gy-les-Nonains, Juranville, Laas, Ladon, Lombreuil, Lorcy, Louzouer, Mérinville, Mézières-en-Gâtinais, Mignères, Mignerette, Montargis, Montbarrois, Montbouy, Montcorbon, Montcresson, Montliard, Mormant-sur-Vernisson, Moulon, Nancray-sur-Rimarde, Nargis, La Neuville-sur-Essonne, Nogent-sur-Vernisson, Noyers, Ondreville-sur-Essonne, Orville, Oussoy-en-Gâtinais, Ouzouer-des-Champs, Ouzouer-sous-Bellegarde, Pannes, Paucourt, Pers-en-Gâtinais, Préfontaines, Presnoy, Pressigny-les-Pins, Puiseaux, Quiers-sur-Bézonde, Rozoy-le-Vieil, Saint-Firmin-des-Bois, Saint-Germain-des-Prés, Saint-Hilaire-les-Andrésis, Saint-Hilaire-sur-Puiseaux, Saint-Loup-de-Gonois, Saint-Loup-des-Vignes, Saint-Maurice-sur-Fessard, Saint-Michel, Sceaux-du-Gâtinais, La Selle-en-Hermoy, La Selle-sur-le-Bied, Solterre, Thimory, Thorailles, Treilles-en-Gâtinais, Triguères, Varennes-Changy, Villemandeur, Villemoutiers, Villevoques, Vimory, Yèvre-la-Ville

#### Les communes de Seine-et-Marne

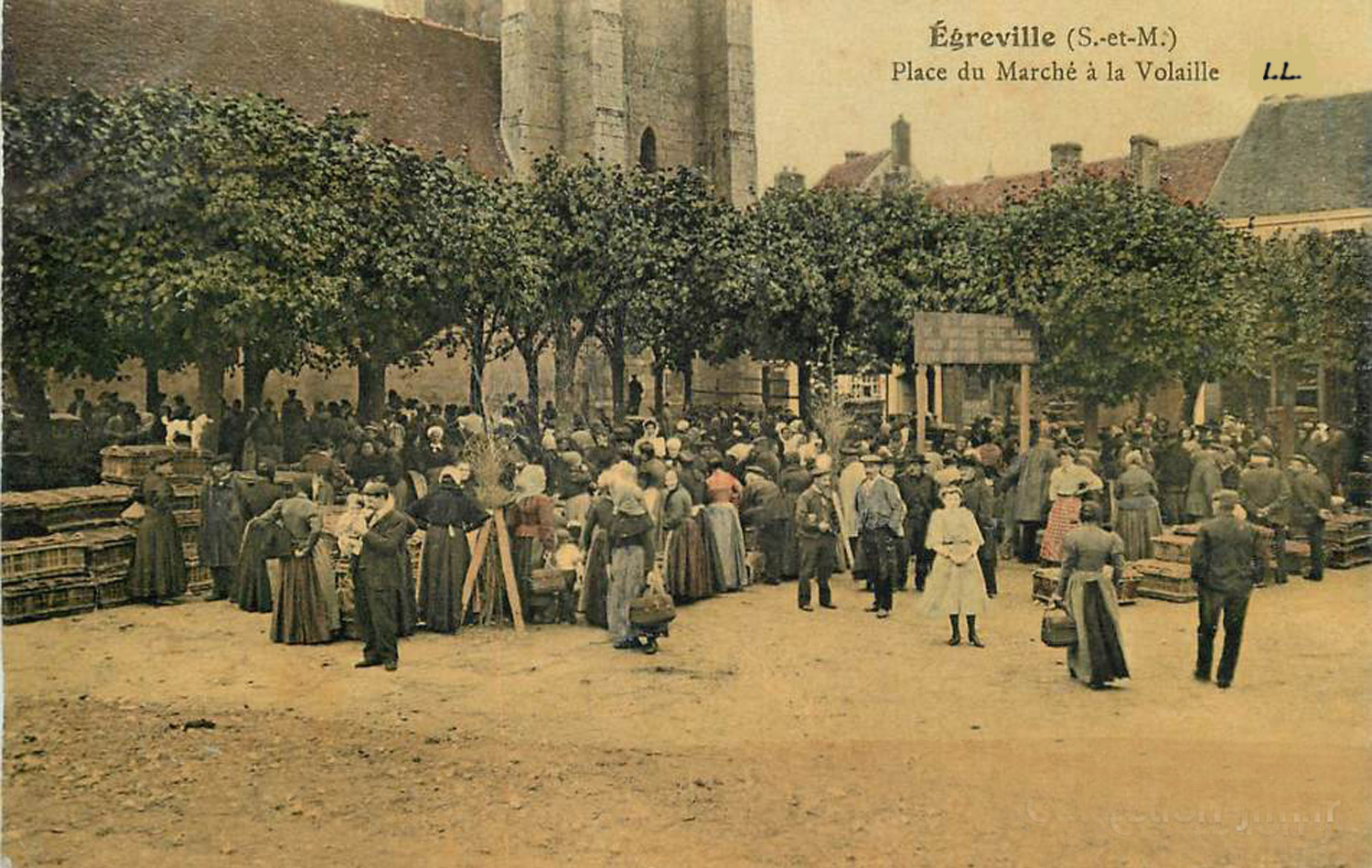
Marché à la volaille à Égreville

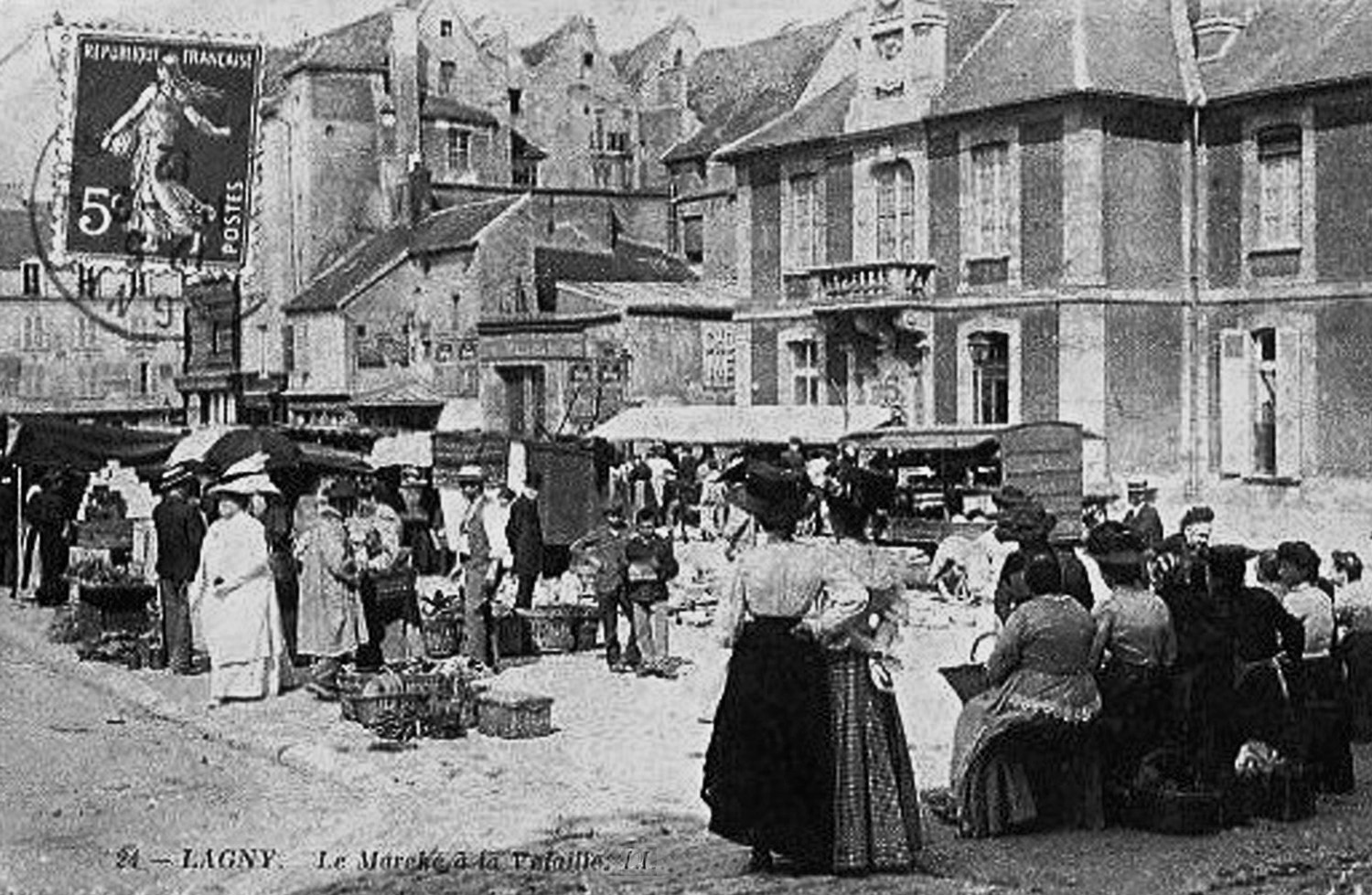
Marché à la volaille de Lagny-sur-Marne

56 communes sont concernées sur la Seine-et-Marne : Amponville, Arville, Aufferville, Beaumont-du-Gâtinais, Blennes, Boissy-aux-Cailles, Bougligny, Boulancourt, Bransles, La Brosse-Montceaux, Burcy, Buthiers, Chaintreaux, La Chapelle-la-Reine, Château-Landon, Châtenoy, Chenou, Chevrainvilliers, Chevry-en-Sereine, Diant, Dormelles, Égreville, Esmans, Faÿ-lès-Nemours, Flagy, Fromont, Garentreville, Gironville, Guercheville, Ichy, Larchant, Lorrez-le-Bocage-Préaux, La Madeleine-sur-Loing, Maisoncelles-en-Gâtinais, Mondreville, Montmachoux, Noisy-Rudignon, Obsonville, Ormesson, Paley, Remauville, Rumont, Saint-Ange-le-Viel, Souppes-sur-Loing, Thoury-Férottes, Tousson, Vaux-sur-Lunain, Ville-Saint-Jacques, Villebéon, Villecerf, Villemaréchal, Villemer, Voulx

## Élevage
Le cahier des charges de l'IGP impose l'accès à un « parcours extérieur [...] herbeux et/ou ombragé », dont la superficie minimale varie selon l'espèce concernée.
Certaines clauses du cahier des charges peuvent faire l'objet d'une suspension temporaire pour des motifs sanitaires, comme en novembre 2023 afin de lutter contre la propagation du virus influenza aviaire hautement pathogène (IAHP).

## Gastronomie

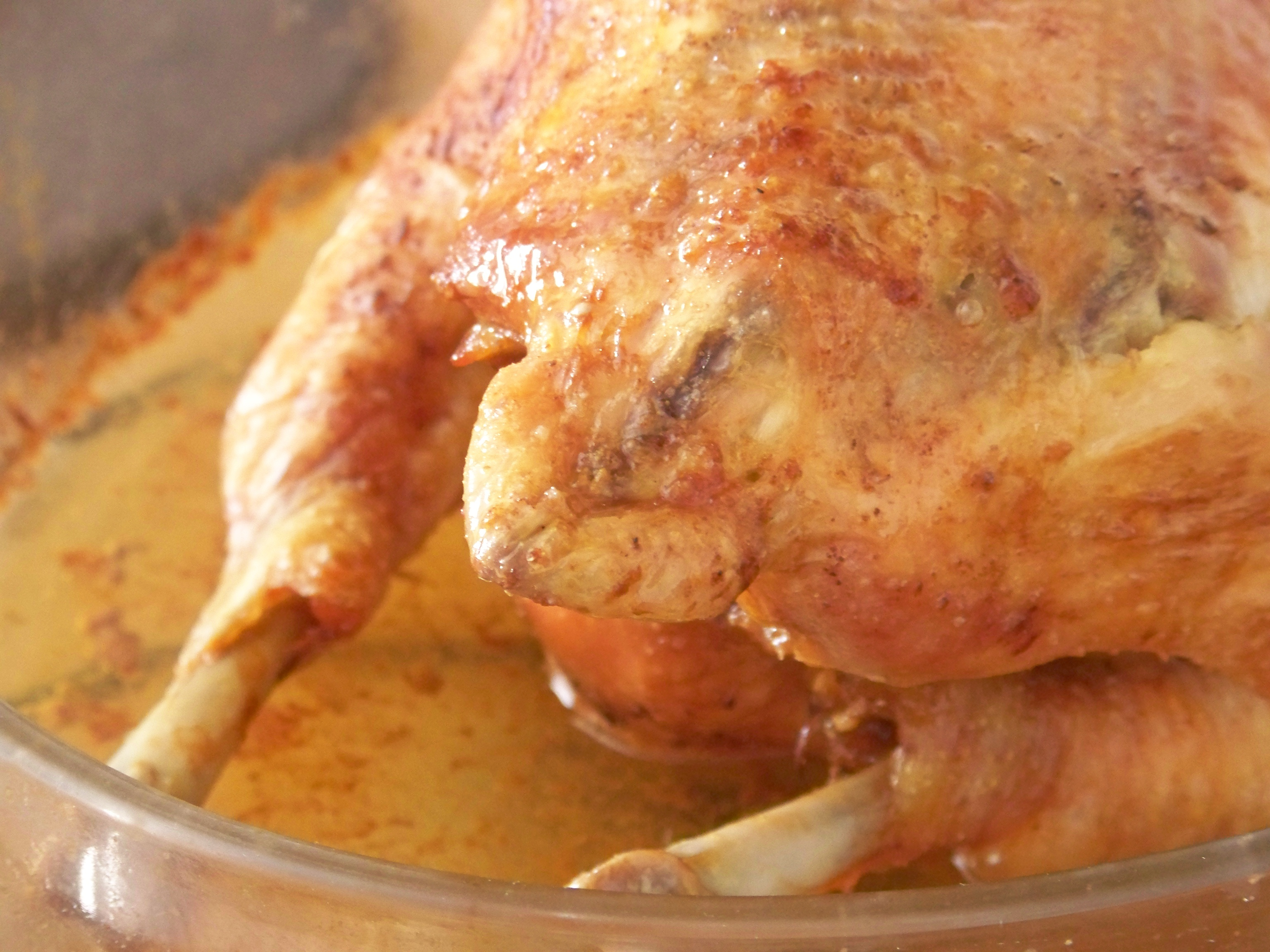
Le sot l'y laisse
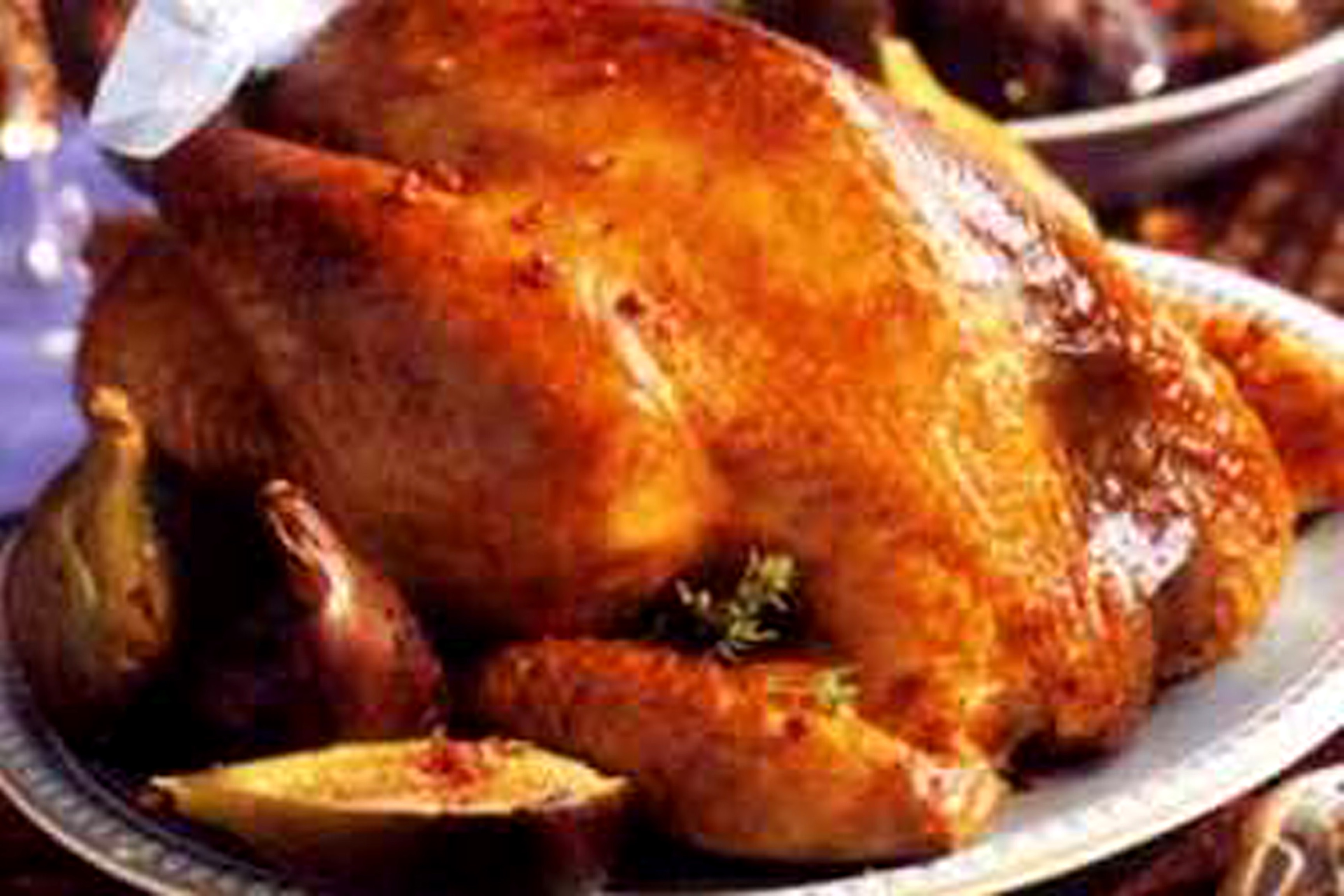
Poulet farci du Gâtinais